# Városi Arzenál (Krakkó)
A Városi Arzenál (lengyelül: Arsenał Miejski w Krakowie) épület Krakkó Óvárosában, a Pijarska utcánál. Fegyverraktárnak épült, napjainkban azonban a Czartoryski Múzeum egyik kiállítóhelye. A múzeumot a hercegi rangú Czartoryski család tagjai alapították és gondozták, s 2016-ig az ő tulajdonukban  állt.

## Története
A Városi Arzenált 1565-1566 folyamán Gabriel Słoński helyi építész és polgármester emeltette. Az Arzenál a második krakkói fegyverraktár volt, az elsőt, az egykori Grodzka kapunál álló Királyi Arzenált (Arsenał Królewski) évtizedekkel korábban építették.
Az Arzenál épülete faragott homokkőből készült. Eredetileg egyemeletes építmény volt, amelyet nem messze a Barbakántól, a Asztalosok bástyája (Baszta Stolarzy) és az Ácsok bástyája (Baszta Cieśli) között helyeztek el. A mai napig megőrződött dongaboltozatos termében puskákat és ágyúkat tároltak. A lőport tartalmazó hordókat biztonsági okokból földalatti tárolóban helyezték el. A boltozatot 1626-ban felújították és ekkor manzárdjellegű, törtsíkú tetőt kapott az épület.
A 19. század elején, Lengyelország három felosztása után a megszálló osztrák hatóságok jelentős építészeti átalakításokat végeztek Krakkóban annak érdekében, hogy a lengyel ellenállást megtörjék. Feliks Radwański építész és krakkói szenátor fellépésének köszönhetően az Arzenált és környékét azonban nem bontották le, szemben a krakkói várfalak jó részével és számos épülettel.
1854 és 1861 között Antoni Stacherski krakkói építész vezetésével újjáépítették az Arzenált. A raktárként és laktanyaként használt épületet emeletráépítéssel bővítették, ami így a korai olasz reneszánsz kastélyokhoz vált hasonlatossá.
1874-ben a város múzeumalapítás céljára Władisław Czartoryski hercegnek ajándékozta az épületet az Asztalosok és az Ácsok bástyáival együtt. Ekkor felújítás kezdődött és a szomszédos épületek, valamint a Piarista kolostor egy részének a felhasználásával új épületegyüttes jött létre. Az egyes különálló építményeket Maurice Ouradou francia építész zárt hidakkal kötötte össze, melyeken keresztül egyik épületből át lehet járni a másikba anélkül, hogy az utcára kelljen menni. A Czartoryski Múzeum 1876-ban nyitotta meg kapuit és máig úgy tekintenek erre az eseményre, mint jelentős mérföldkőre a múzeum életében.
Hosszú ideig a Czartoryski Könyvtár is az Arzenálban kapott helyet, 1961-ben azonban ezt az intézményt átköltöztették a krakkói Szent Márk utcába (Ulica św. Marka).
1965 és 1975 között ismét nagyobb felújítást végeztek az épületen. Ekkor a tetőn ablakokat alakítottak ki.

## Az Arzenál napjainkban
A Városi Arzenál napjainkban ókori szépművészeti galériának ad otthont. A kiállítási csarnok bejárata az Ácsok bástyájánál található.  A kiállításon az egyiptomi, a görög, az etruszk és a római kultúra tárgyai tekinthetők meg. A kiállított műtárgyak – többek között múmiák, szarkofágok, etruszk sírövek és számos szobor – a Kr. e. 3. évezredtől a Kr. e. 4. századig terjedő időkből származnak.

## Lásd még
- Izabela Czartoryska
- Szibüllák temploma (Puławy)
- Királyi ékszerdoboz

## Külső kapcsolatok
- A krakkói Czartoryski Múzeum weblapja Archiválva 2020. augusztus 18-i dátummal a Wayback Machine-ben

## Fordítás
- Ez a szócikk részben vagy egészben az Arsenał Miejski w Krakowie című lengyel Wikipédia-szócikk ezen változatának fordításán alapul.  Az eredeti cikk szerkesztőit annak laptörténete sorolja fel. Ez a jelzés csupán a megfogalmazás eredetét és a szerzői jogokat jelzi, nem szolgál a cikkben szereplő információk forrásmegjelöléseként.